# Ryan Kuffner
Ryan Patrick Kuffner, född 12 juni 1996, är en kanadensisk professionell ishockeyforward som spelar för Detroit Red Wings i National Hockey League (NHL). Han har tidigare spelat för Princeton Tigers (Princeton University) i National Collegiate Athletic Association (NCAA).
Kuffner blev aldrig draftad.

## Statistik
| 2012–2013   | Gloucester Rangers | CCHL        | 3   | 0  | 0  | 0   | 0  | — | — | — | — | — |
| 2013–2014   | Gloucester Rangers | CCHL        | 49  | 22 | 23 | 45  | 8  | — | — | — | — | — |
| 2014–2015   | Gloucester Rangers | CCHL        | 49  | 33 | 37 | 70  | 16 | — | — | — | — | — |
| 2015–2016   | Princeton Tigers   | NCAA        | 31  | 5  | 15 | 20  | 4  | — | — | — | — | — |
| 2016–2017   | Princeton Tigers   | NCAA        | 34  | 19 | 17 | 36  | 2  | — | — | — | — | — |
| 2017–2018   | Princeton Tigers   | NCAA        | 36  | 29 | 23 | 52  | 6  | — | — | — | — | — |
| 2018–2019   | Detroit Red Wings  | NHL         | 10  | 0  | 0  | 0   | 0  | — | — | — | — | — |
|             | Princeton Tigers   | NCAA        | 31  | 22 | 22 | 44  | 8  | — | — | — | — | — |
| NHL totalt  | NHL totalt         | NHL totalt  | 10  | 0  | 0  | 0   | 0  | — | — | — | — | — |
| NCAA totalt | NCAA totalt        | NCAA totalt | 132 | 75 | 77 | 152 | 20 | — | — | — | — | — |